# Plegaderus caesus
Plegaderus caesus är en skalbaggsart som först beskrevs av Herbst 1791.  Plegaderus caesus ingår i släktet Plegaderus och familjen stumpbaggar. Enligt den finländska rödlistan är arten nära hotad i Finland. Arten är reproducerande i Sverige. Artens livsmiljö är naturlundskogar. Inga underarter finns listade i Catalogue of Life.